# Kurten, Texas
Kurten là một thị trấn thuộc quận Brazos, tiểu bang Texas, Hoa Kỳ. Năm 2010, dân số của thị trấn này là 398 người.

## Dân số
- Dân số năm 2000: người.
- Dân số năm 2010: 398 người.